# Provincia de Bartın
Bartın es una de las 81 provincias (İl) en que está dividida Turquía, administrada por un gobernador designado por el Gobierno central. 
- Superficie: 2,140 km²;
- Población (2007): 182.131[1]
- Densidad de población: ¿? hab./km²;
- Capital: Bartın
  - Población (2007): 58.788[1]

- Distritos(ilçeler): Bartın, Amasra, Kurucaşile, Ulus

La provincia de Bartin está situada en el norte de la costa turca del mar Negro, y rodea la ciudad de Bartin, que da nombre a la provincia. Se halla situada al este del importante núcleo minero de Zonguldak.
La ciudad de Bartin es conocida por sus casas de madera de estilo otomano.
En la provincia de Bartin se halla el enclave de Amasra, una ciudad portuaria famosa en la antigüedad por su puerto comercial (Amastris). En esta ciudad existen dos pequeñas islas fortificadas en las cercanías de su puerto además de numerosos edificios catalogados como de interés cultural.